# Boucardicus randalanai
Boucardicus randalanai és una espècie de caragol terrestre pertanyent a la família Cyclophoridae.

## Hàbitat
Viu als boscos tropicals i subtropicals secs entre 340 i 530 m d'altitud.

## Distribució geogràfica
Es troba a Madagascar.

## Estat de conservació
La seua principal amenaça és la fragmentació de les seues poblacions.